# Lingula (esogeologia)
Lingula (plurale: lingulae) è un termine latino utilizzato dal 2004 nel campo dell'esogeologia, secondo una serie di nuove convenzioni sulla nomenclatura delle formazioni geologiche extraterrestri elaborate dall'Unione Astronomica Internazionale. La definizione di lingula include tutte quelle strutture geologiche che terminano con una forma arrotondata e simile ad un lobo. Attualmente formazioni di questo tipo sono state individuate unicamente sulla superficie di Marte.

## Lingulae su Marte
- Australe Lingula
- Gemina Lingula
- Hyperborea Lingula
- Promethei Lingula
- Ultima Lingula